# Ceriosporopsis
Ceriosporopsis es un género de hongos de la familia Halosphaeriaceae. El género contiene siete especies.